# Stagno di Salinedda (Siniscola)
Lo stagno di Salinedda, o di "Li Salineddi", è una zona umida situata in prossimità  della costa centro-orientale della Sardegna, alle spalle della spiaggia di Capo Comino.
Appartiene amministrativamente al comune di Siniscola.